# Барон Маскеррі

Герб баронів Маскеррі.

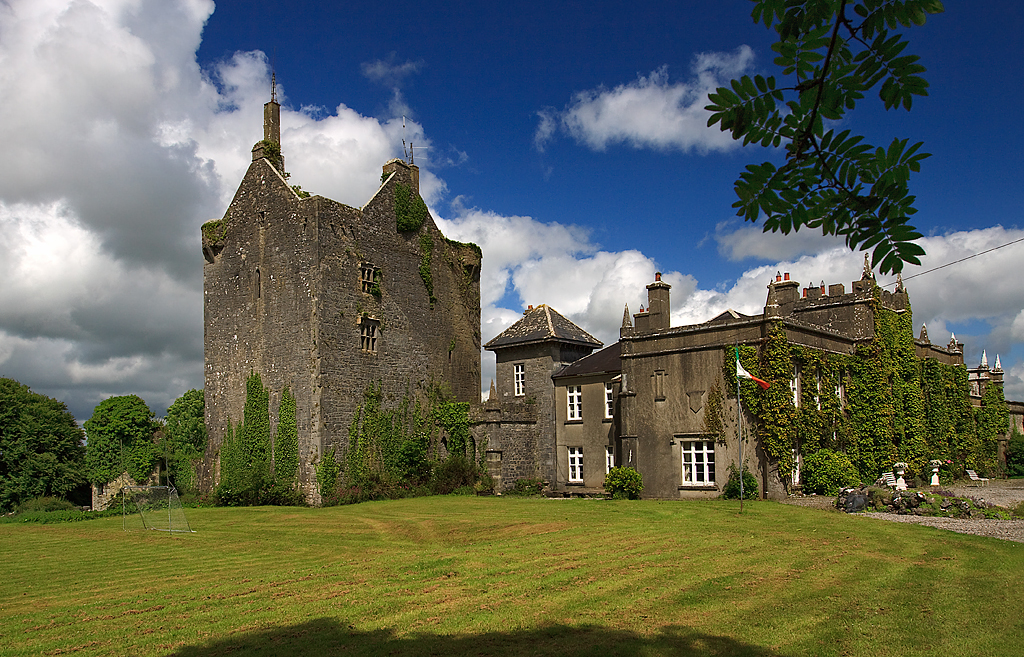
Замок Спрінгфілд – резиденція баронів Маскеррі.

Барони Маскеррі (англ. - Baron Muskerry) – шляхетний титул в Ірландії, ірландські аристократи. 

## Історія баронів Маскеррі
Титул барона Маскеррі був створений в 1781 році для сера Роберта Тілсона Діна — VI баронета Дін. Він був депутатом парламенту Ірландії Палати Громад, представляв графство Корк. Отримав посаду верховного шерифа Корк у 1773 році. Прийнятий до складу Таємної Ради Ірландії в 1777 році. У 1783 році він став гросмейстером Великої Ложі Ірландії. У 1775 році одружився з леді Енн — дочкою Джона Фіцморіса. Замок Спрінгфілд він успадкував від свого тестя. Леді Маскеррі набагато пережила його. Його правнук — IV барон Маскеррі був депутатом парламенту Об'єднаного Королівства Великої Британії та Ірландії в 1892—1829 роках і представляв Ірландію. Після смерті в 1854 році його молодшого сина — VI барона Маскеррі, ця лінія роду перервалася. Титул успадкував його кузен, що став VII бароном Маскеррі. Він був сином Гастінгса Фіцморіса Діна — ІІІ барона Маскеррі. На сьогодні титулом володіє його онук — ІХ барон Маскеррі. Він успадкував титул від свого батька в 1988 році. Лорд Маскеррі нині живе в Південній Африці.
Титул баронетів Дін з Маскеррі, що в графстві Корк був створений в системі титулів Ірландії в 1710 році для прапрадіда І барона Маскеррі Меттью Діна. Його онук — Меттью Дін, ІІІ баронет Дін був депутатом парламенту Ірландії і представляв графство Корк. Отримав посаду верховного шерифа Корк в 1715 році. Одружився з леді Джейн Шарп — єдиною дочкою преподобного Вільяма Шарпа. У них було три сини і три дочки. Титул успадкував його старший син, що став IV баронетом Дін. Він представляв місто Корк в парламенті Ірландії. Після його смерті титул перейшов до його молодшого брата, що став V баронетом Дін. Він був обраний депутатом парламенту Ірландії і представляв Таллахт у Палаті Громад. Він був прийнятий до Таємної Ради Ірландії в 1768 році. Титул успадкував його син, що став VI баронетом Дін, що отримав в 1781 році титул барона.
Резиденцією баронетів Дін та баронів Маскеррі був замок Спрінгфілд, що стоїть біля селища Драмколлігер (графство Лімерік).

## Династія баронетів Дін та баронів Маскеррі

### Баронети Маскеррі (1710)
- Сер Меттью Дін (бл. 1626 – 1711) – І баронет Дін
- Сер Роберт Дін (пом. 1712) – ІІ баронет Дін
- Сер Меттью Дін (пом. 1747) – ІІІ баронет Дін
- Сер Меттью Дін (бл. 1706 – 1751) – IV баронет Дін
- Сер Роберт Дін (бл. 1707 – 1770) – V баронет Дін
- Сер Роберт Тілсон Дін (1745 – 1818) – VI баронет (отримав титул барона Маскеррі у 1781 році)

### Барони Маскеррі (1781)
- Роберт Тілсон Дін (1745 – 1818) – І барон Маскеррі
- Джон Томас Фіцморіс Дін (1777 – 1824) – ІІ барон Маскеррі
- Метью Фітцморіс Дін (1795 – 1868) – ІІІ барон Маскеррі
- Гамільтон Меттью Тілсон Фітцморіс Дін-Морган (1854 – 1929) – IV барон Маскеррі
- Роберт Меттью Фітцморіс Дін-Морган (1874 – 1952) – V барон Маскеррі
- Метью Чичестер Сесіл Фіцморіс Дін-Морган (1875 – 1954) – VI барон Маскеррі
- Метью Фіцморіс Тілсон Дін (1874 – 1966) – VII барон Маскеррі
- Гастінгс Фітцморіс Тілсон Дін (1907 – 1988) – VIII барон Маскеррі
- Роберт Фіцморіс Дін (нар. 1948) – IX барон Маскеррі

Спадкоємцем титулу є єдиний син теперішнього власника титулу Джонатан Фіцморіс Дін (нар. 1986).